# Wiktor Agiejew
Wiktor Pietrowicz Agiejew ros. Виктор Петрович Агеев (ur. 7 lipca 1941 w Moskwie) – rosyjski bokser walczący w barwach ZSRR, dwukrotny mistrz Europy.
Walczył początkowo w wadze półśredniej (do 67 kg, w latach 1960–1963), ale największe sukcesy odniósł w wadze lekkośredniej (do 71 kg, w latach 1964–1968). Zdobył złoty medal w wadze lekkośredniej na mistrzostwach Europy w 1965 w Berlinie, wygrywając w finale przez techniczny nokaut w 2 rundzie z Bułgarem Angełem Dojczewem. Powtórzył ten sukces na mistrzostwach Europy w 1967 w Rzymie, wygrywając w finale walkowerem z Witoldem Stachurskim. Zwyciężył również w Mistrzostwach Armii Zaprzyjaźnionych w wadze półśredniej w 1962, w wadze lekkośredniej w 1953 oraz w wadze średniej w 1966.
Nie zakwalifikował się na igrzyska olimpijskie w 1968 w Meksyku, przegrywając w półfinale mistrzostw ZSRR z Borisem Łagutinem, mistrzem olimpijskim z Tokio (1964), który w Meksyku obronił tytuł mistrzowski.
Agiejew był mistrzem ZSRR w 1963 w wadze półśredniej i w wadze lekkośredniej w 1965, 1966 i 1967, wicemistrzem w wadze półśredniej w 1962 oraz brązowym medalistą w wadze półśredniej w 1961 i w wadze lekkośredniej w 1964 i 1968. W meczach reprezentacji bokserskich pokonał m.in. Polaków Józefa Knuta i Huberta Kucznierza.
W 1968 Agiejew został skazany za bójkę w restauracji, w której poszkodowany został milicjant. Ponieważ był to drugi taki incydent w jego życiu, został ukarany zesłaniem. Do Moskwy powrócił w 1975. Został znanym trenerem bokserskim. Później był prezesem Rosyjskiej Federacji Boksu Zawodowego.